# Jean-Pierre Wimille
Pour l’article homonyme, voir Wimille.
Jean-Pierre Wimille, né le 26 février 1908 à Paris et mort le 28 janvier 1949  à Buenos Aires, est un pilote automobile français. Il conduisit avant guerre pour l'écurie Bugatti et après guerre pour Alfa Romeo. Il est considéré comme le meilleur pilote de son époque et l'un des plus grands pilotes français de tous les temps. Juan Manuel Fangio lui-même l'avait pris pour modèle.

## Biographie

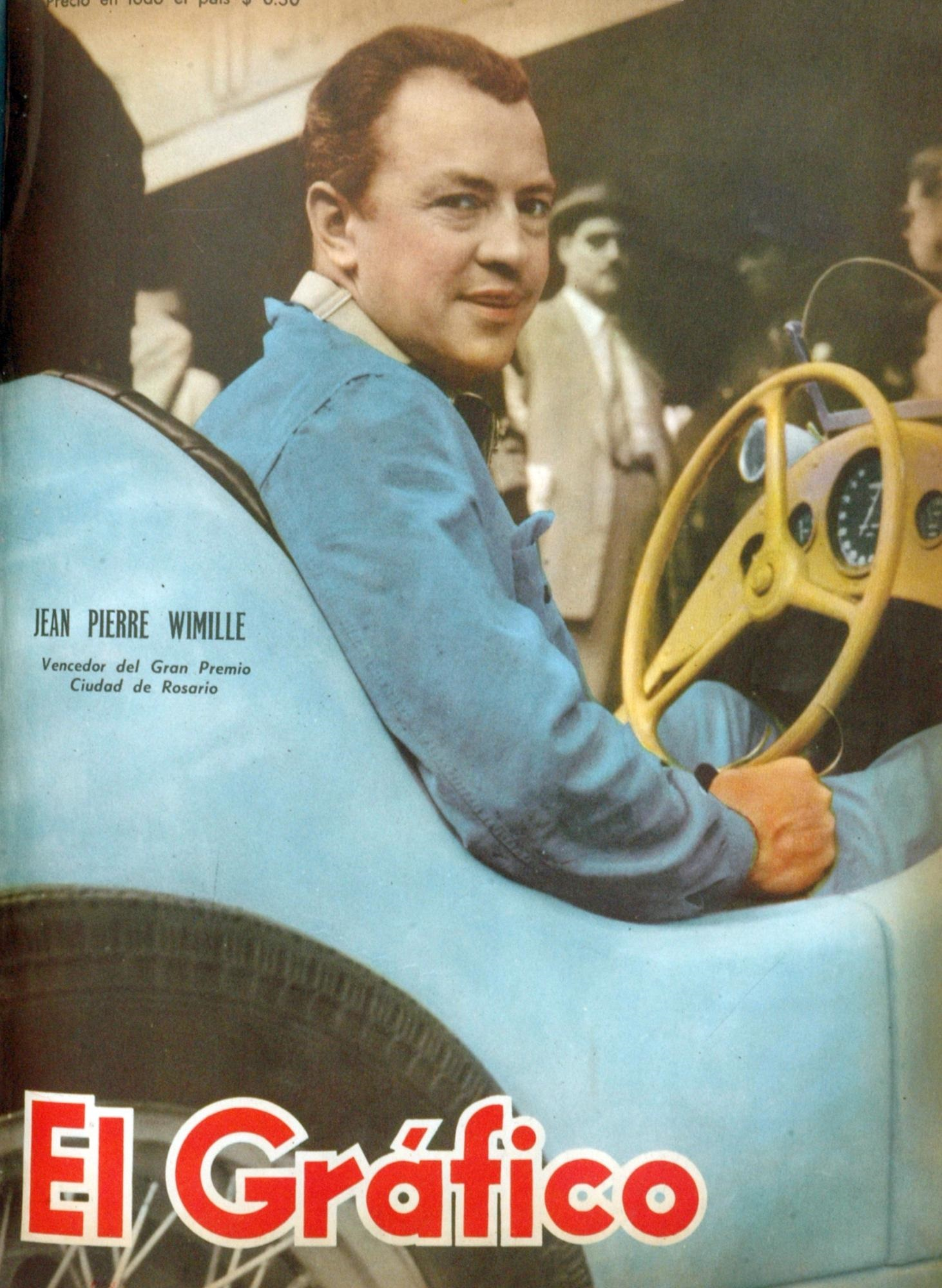
Jean-Pierre Wimille en 1948 (à Rosario sur Simca-Gordini Type 15).

Fils d'un journaliste automobile, il s'adonne aux acrobaties aériennes durant son service militaire sous les ordres de Détroyat, puis il débute en course à 22 ans, pilotant une Bugatti Type 37A au Grand Prix de France 1930, à Pau. L'année suivante, il finit déjà deuxième du rallye Monte-Carlo, sur Lorraine Coupé Sport B13-6 3,5 l, et quatrième du Championnat d'Europe des pilotes avec Jean Gaupillat. En 1936, il remporte le  Grand Prix de France et l'année suivante en 1937, les 24 Heures du Mans, faisant équipe avec Robert Benoist sur une Bugatti Type 57G Tank, ce qui permet aux deux hommes d'être titulaires de deux records de 24 heures avec la Type 57S (en distances parcourues) : celui mondial des 24 heures sur route avec la victoire mancelle, mais aussi celui acquis le 20 novembre 1936 sur l'autodrome de Linas-Montlhéry (record international sur piste). En avril 1937, il remporte aussi, seul, une prime de 400 000 francs pour son constructeur Bugatti, en parcourant 200 kilomètres sur l'autodrome de Linas-Montlhéry à 146,654 km/h de moyenne.
En 1939, il remporte à nouveau les 24 Heures du Mans avec Pierre Veyron, pour seulement deux participations.
Pendant la Seconde Guerre mondiale, il développe à Paris en 1940 des voitures électriques de 2CV1/2 roulant à 50 km/h avec Marcel Lesurque, puis il rejoint, avec Robert Benoist et Robert Mazaud, le réseau « Chestnut » du Special Operations Executive, monté en France par le pilote franco-britannique William Grover-Williams. Des trois, il est le seul qui survivra.
Après la guerre, il épouse la championne de ski Christiane de la Fressange (1919-2009), cousine germaine du père d'Inès de la Fressange, dont il a un fils, François Wimille (1946-1993), qui sera un temps marié à Catherine Breillat d'où une fille, Salomé. Il vit une relation extra-conjugale avec la chanteuse alors débutante Juliette Gréco. 
Le 9 septembre 1945, il remporte, au Bois de Boulogne la Coupe des Prisonniers; la dernière victoire de Bugatti en compétition. Lors du Grand Prix de Belgique 1947, il dépasse les 300 kilomètres à l'heure au volant d'une Alfa Romeo 158.

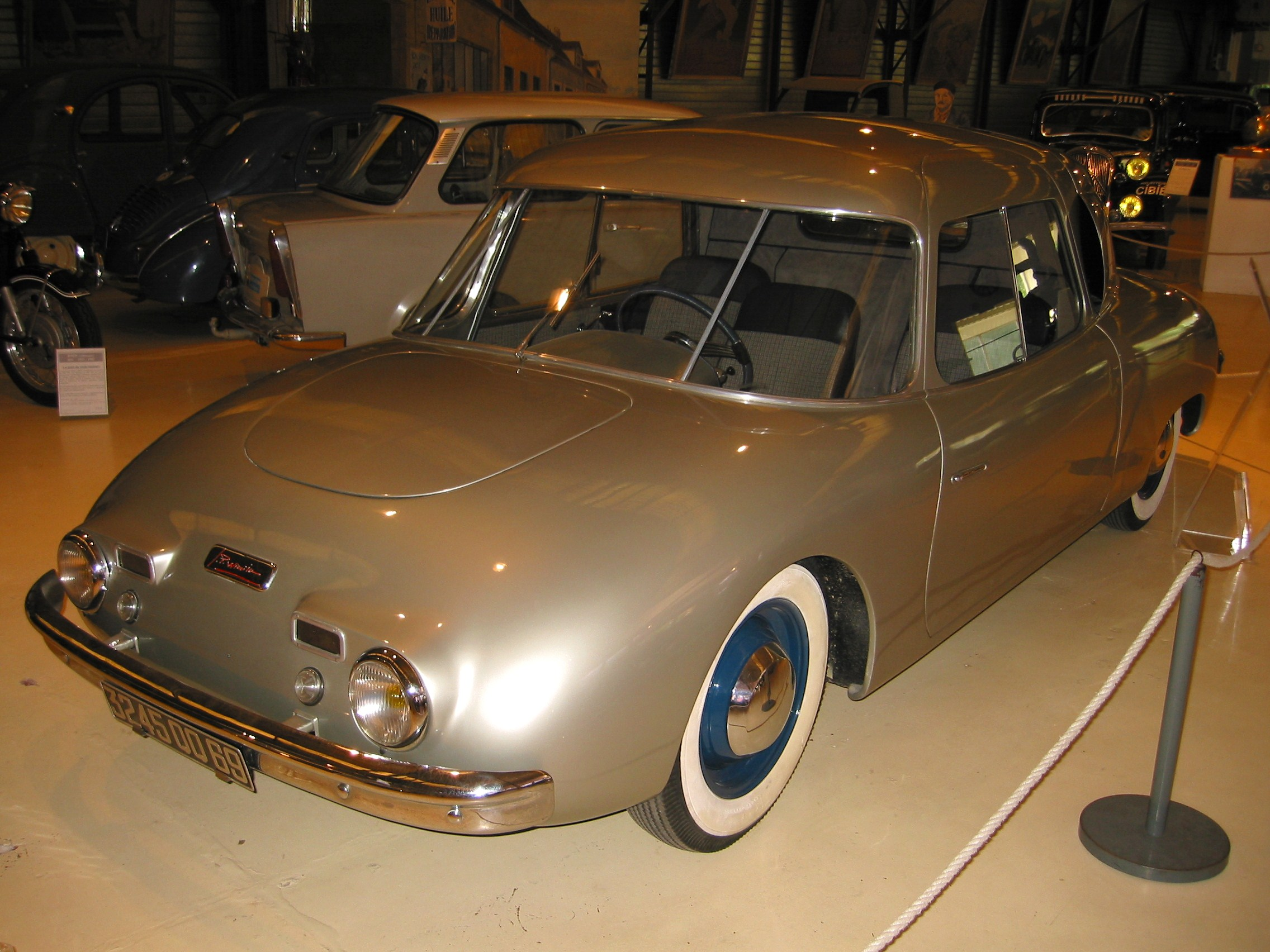
Modèle no 2 Wimille de 1948 exposé au musée Malartre.

Durant le Grand Prix de France 1948, qu'il remporte, il décide de concevoir une voiture de série portant son nom (seulement quatre exemplaires sont produits) motorisée par un Ford V8, et dessinée par Philippe Charbonneaux. Il présente la berline au salon de l'automobile de 1948.
Le 28 janvier 1949, il se tue au volant d'une Simca Gordini lors d'un tour d'essai sur le circuit du Bosques de Palermo, avant le Grand Prix de Buenos Aires. Il était alors l'un des grands favoris du futur premier championnat du monde de Formule 1. Il est enterré à Paris, au cimetière de Passy (10e division).

## Reconnaissance
- Un mémorial rappelle sa mémoire Porte Dauphine à Paris.
- Un stade regroupant des terrains de sport synthétiques (volley, hand et basketball) rappelle sa mémoire Porte Dauphine à Paris.
- Un square du Mans porte son nom.
- Bugatti a sorti une édition spéciale de sa Veyron 16.4 à son nom.

## Palmarès
- 1932

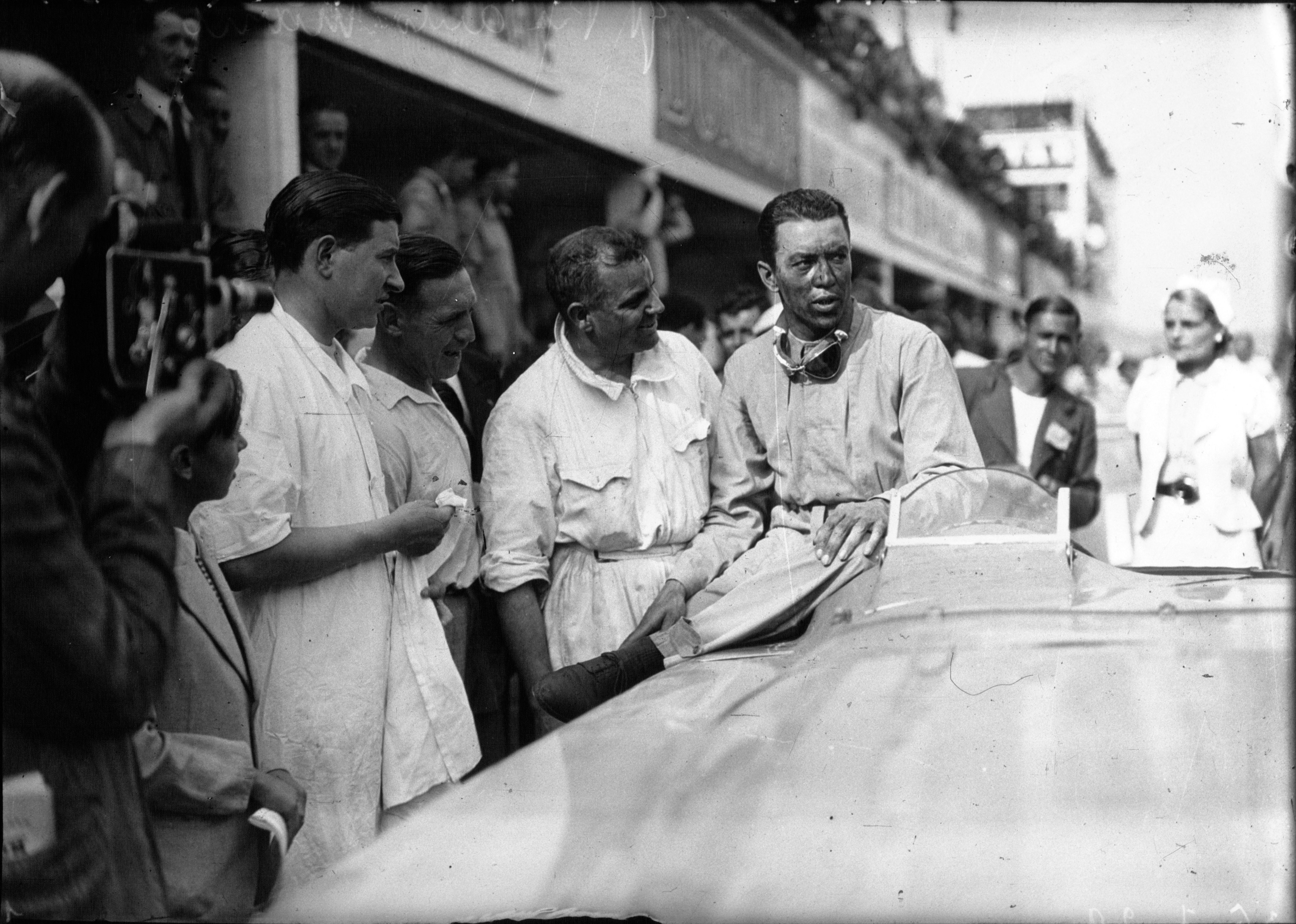
Victoire au Grand Prix de la Marne 1936.

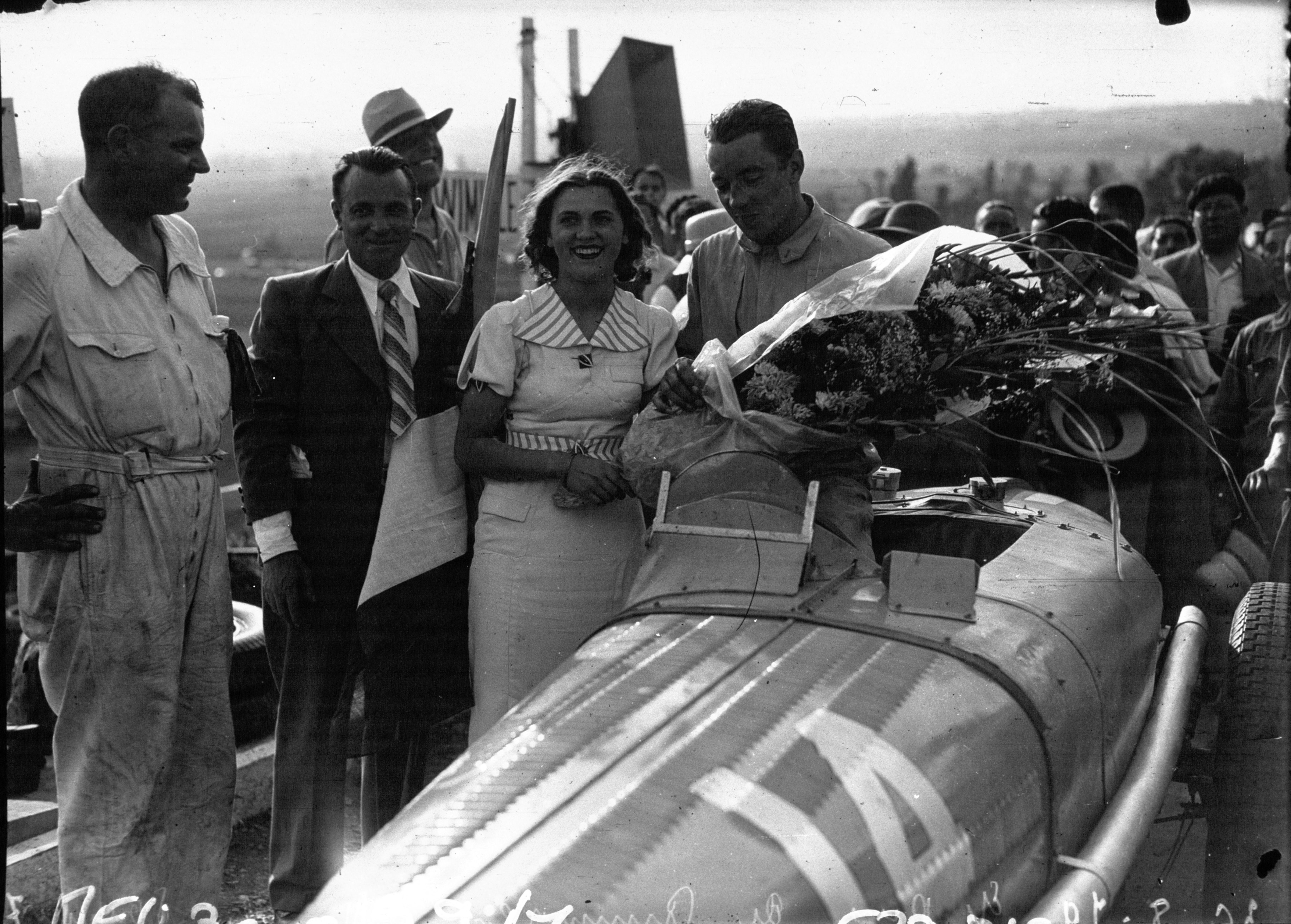
Victoire au Grand Prix du Comminges 1936.

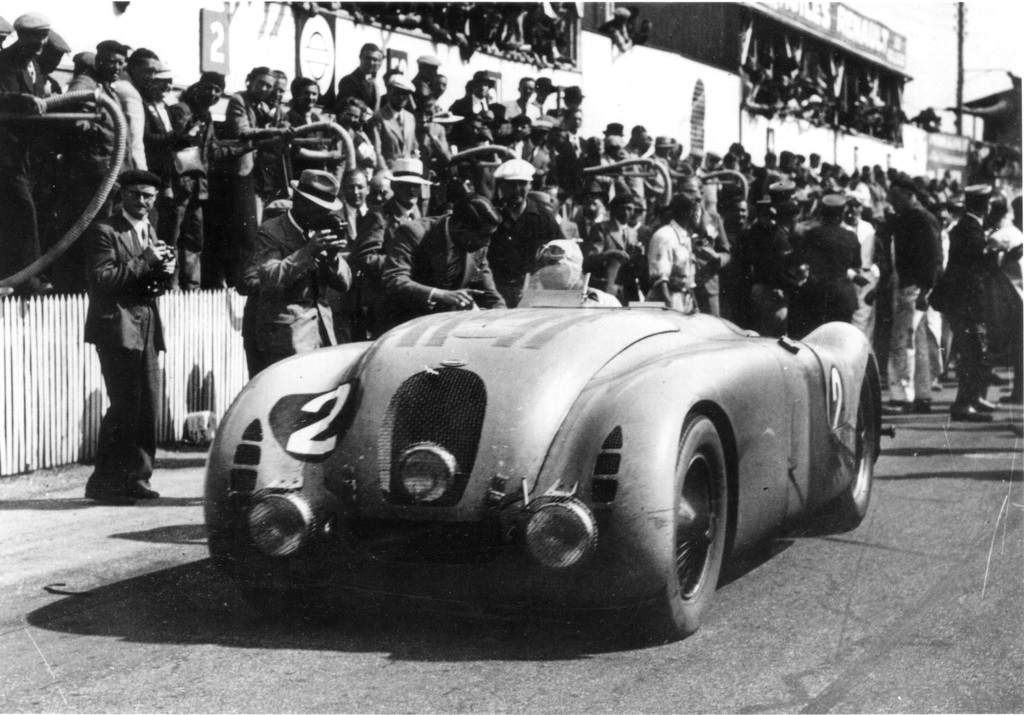
Bugatti vainqueur des 24 Heures du Mans 1937, avec Robert Benoist et Jean-Pierre Wimille (ici à l'arrivée).

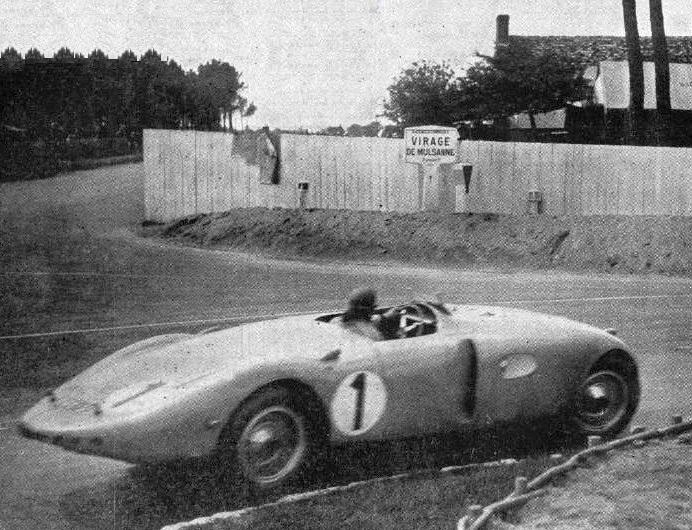
Jean-Pierre Wimille et Pierre Veyron vainqueurs des 24 Heures du Mans 1939 sur Bugatti Type 57C.

  - Course de côte Nice - La Turbie, Bugatti Type 51
  - Grand Prix de Lorraine, Bugatti Type 51
  - Grand Prix d'Oran, Bugatti Type 51
- 1933
  - Course de côte Nice - La Turbie, Alfa Romeo 8C 2300
- 1934
  - Grand Prix d'Algérie - Bugatti Type 59
- 1935
  - Course de côte Nice - La Turbie, Bugatti 3,3 l
- 1936
  - Grand Prix de l'ACF - Bugatti Type 57G (Sport)
  - Grand Prix de la Marne - Bugatti Type 57G (Sport)
  - Grand Prix de Deauville - Bugatti Type 59
  - Grand Prix du Comminges - Bugatti Type 59/57 (Sport)
  - Sept records internationaux à Montlhéry (octobre), associé Pierre Veyron et William Grover-Williams, sur une Bugatti Sport 3,3 l (et record des 24 heures amélioré de 486 kilomètres ; moyenne horaire 199,445 km)[10]
  - Deuxième de la Coupe Vanderbilt
- 1937
  - Grand Prix de Pau - Bugatti Type 57G (Tank - Sport)
  - Grand Prix de Bône - Bugatti Type 57 (Sport)
  - 24 Heures du Mans - Bugatti Type 57G, avec Robert Benoist (et indice de performance[11])
  - Grand Prix de la Marne - Bugatti Type 57 (Sport)
- 1939
  - Coupe de Paris - Bugatti
  - Grand Prix du Centenaire Luxembourg - Bugatti T57S45 (Sport)
  - 24 Heures du Mans 1939 - Bugatti Type 57C, avec Pierre Veyron
- 1945
  - Coupe des Prisonniers - Bugatti Type 59
- 1946
  - Coupe de la Résistance - Alfa Romeo Tipo 308
  - Grand Prix du Roussillon - Alfa Romeo Tipo 308
  - Grand Prix de Bourgogne - Alfa Romeo Tipo 308
  - Grand Prix des Nations - Genève (Première manche) - Alfa Romeo 158
- 1947
  - Grand Prix de Suisse - Alfa Romeo 158
  - Grand Prix de Belgique - Alfa Romeo 158 (ou GP d'Europe)
  - Coupe de Paris - Alfa Romeo 158
- 1948
  - Grand Prix de Rosario - Simca-Gordini Type 15
  - Grand Prix de France - Alfa Romeo 158
  - Grand Prix d'Italie -  Alfa Romeo 158
  - Grand Prix de Monza - Alfa Romeo 158/47